# Ubayette
L'Ubayette est une petite rivière des Alpes françaises, d'une vingtaine de kilomètres, principal affluent de l'Ubaye. Cette vallée fut d'une importance stratégique sensible avec la magnificence des fortifications de sa confluence avec l'Ubaye qui en donne le ton. Sur la première carte d'état-major, était écrit tout au long de son tracé, à partir de la gorge de confluence : Route de Nîmes au Piémont.

## Géographie
L'Ubayette nait dans le lac du Lauzanier, à 2 300 mètres d'altitude. Le lac est situé à moins de 2 kilomètres à vol d'oiseau de la frontière italienne, mais en est séparée par une ligne de crête.

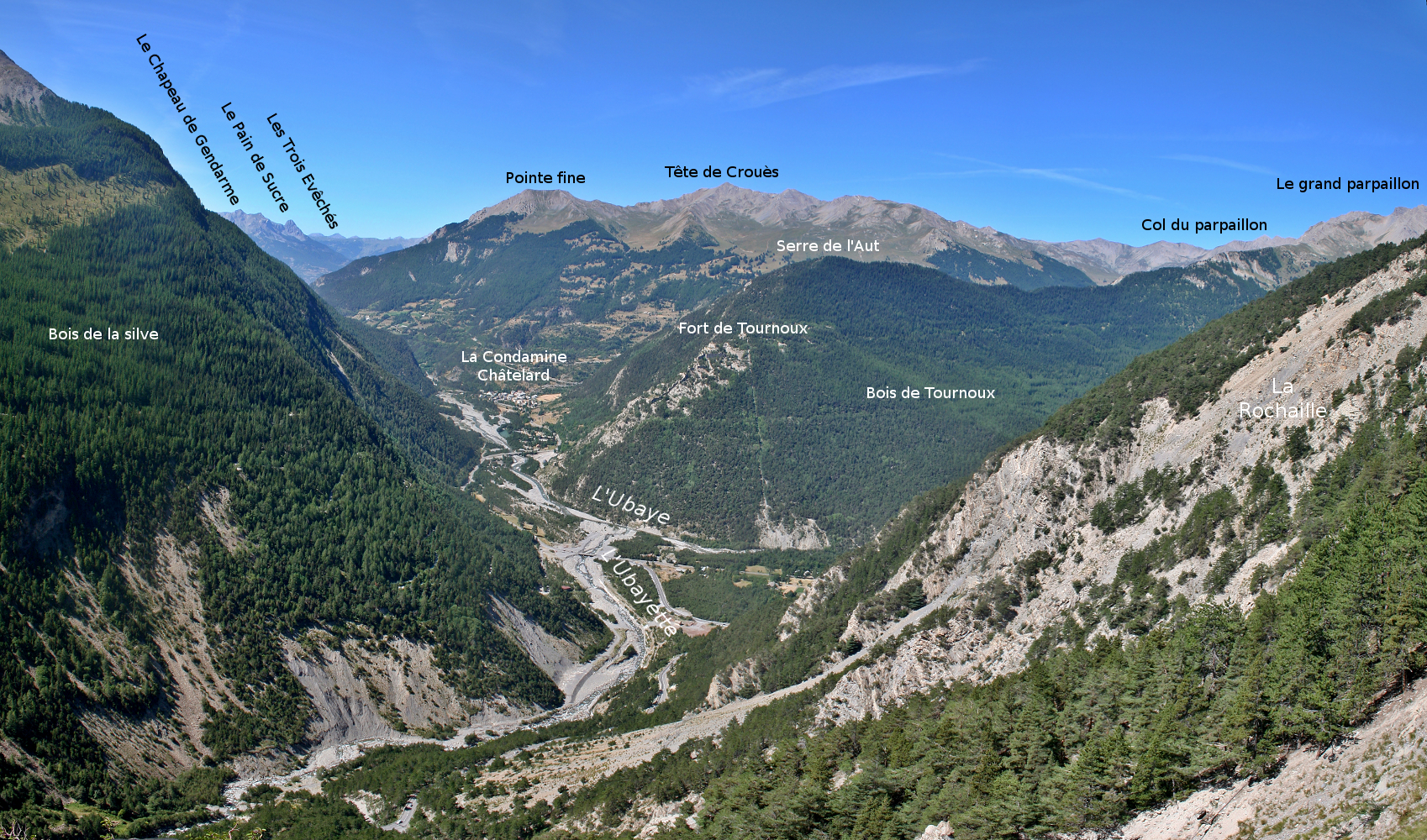
Confluence entre l'Ubayette et l'Ubaye, prise au téléobjectif 135 à partir de Saint-Ours.

L'Ubayette coule ensuite durant environ cinq kilomètres dans le vallon du Lauzanier, d'orientation nord-nord-est, qui représente la pointe nord du parc national du Mercantour. L'Ubayette bifurque ensuite vers le nord-ouest, dans le vallon de Larche, durant environ douze kilomètres, passant près des communes de Larche et de Meyronnes. Elle bifurque ensuite plein ouest, pour se jeter dans l'Ubaye, quelques kilomètres avant La Condamine-Châtelard.
La longueur de son cours d'eau est de 20,5 km.

### Communes et cantons traversés
Dans le seul département des Alpes-de-Haute-provence (04), l'Ubayette traverse les trois communes suivantes, de l'amont vers l'aval, de Larche (source), Meyronnes, Saint-Paul-sur-Ubaye (confluence).
Soit en termes de cantons, l'Ubayette traverse un seul canton, prend source et conflue dans le même canton de Barcelonnette, dans l'arrondissement de Barcelonnette.

### Bassin versant
L'Ubayette traverse une seule zone hydrographique « L'Ubaye de la Baragne à l'Ubayette incluse » de 316 km2. Ce bassin versant est constitué à 98,18 % de « forêts et milieux semi-naturels », à 1,85 % de « territoires agricoles ».

## Affluents
L'Ubayette a sept tronçons affluents référencés :
- l'Orrenaye (rd[note 1]), 6,6 km sur la seule commune de Larche.
- le Riou de Rouchouse,
- le Riou Tor,
- la Tuyère,
- le Riou du Pinet,
- le Riou de Sainte-Anne,
- le Torrent de Bouchiers, avec trois affluents :
  - le Riou des Clavets,
  - le Riou de la Combe du Loup,
  - le Riou de Gascon,

Donc son rang de Strahler est de trois.